# 东至站
东至站，位于中华人民共和国安徽省池州市东至县尧渡镇査桥村，是铜九铁路上的火车站，建于2008年，由上海局集团管辖。

## 车站结构

### 站场
东至站共有2站台2台面4股道，为铜九铁路2站台2台面（1-2站台）4股道（含正线2条）。
| 1F | 站房     | 进站口、售票、候车、检票口 |
| 1F | 侧式站台 |                            |
| 1F | 1站台    | 铜九铁路 列车              |
| 1F | 正线     | 铜九铁路 列车通过线        |
| 1F | 側线     | 铜九铁路 列车通过线        |
| 1F | 2站台    | 铜九铁路 列车              |
| 1F | 侧式站台 |                            |

## 旅客列车目的地
数据日期：2024年1月10日
目前每天有5班列车在东至站停靠。
| 列车所属路局 | 目的地     |
| ------------ | ---------- |
| 广州铁路集团 | 深圳       |
| 南昌铁路局   | 萍乡       |
| 南宁铁路局   | 南宁、上海 |
| 上海铁路局   | 南通       |

## 歷史
- 建于2008年。

## 外部連結
- 中国铁路客户服务中心（页面存档备份，存于）